# Shaki-Zagatala
La región económica de Shaki-Zagatala (en azerí: Şəki-Zaqatala iqtisadi rayonu) es una de las 14 regiones económicas de Azerbaiyán. Está considerada como una de las regiones más ricas de la República de Azerbaiyán. Se sitúa en el noroeste del país, en la vertiente sur de las montañas del Gran Cáucaso, cubriendo el territorio de Regiones administrativas de Balakán, Gaj, Gabala, Oghuz, Zagatala y Shaki siendo esta última la ciudad más desarrollada e importante de la región. 

## Historia
La región económica fue creada por el decreto del Presidente de Azerbaiyán de 7 de julio de 2021 “Sobre la nueva división de las regiones económicas de la República de Azerbaiyán”.

## Geografía
La región está situada en el norte del país y limita al norte y al este con Daguestán en Rusia y al oeste con Georgia.
La superficie total del territorio de la región económica es de 8.960 km², lo que representa el 10,3% del territorio del país. El terreno de la región se divide en tierras altas y sus estribaciones. El gran desnivel de la zona ha propiciado la diversidad de condiciones naturales. La zona tiene condiciones climáticas moderadas. La población total del distrito económico es de 531.900 personas, lo que representa el 6,5% de la población del país.
El área de esta región económica es rica en recursos naturales. Filizchay, uno de los mayores depósitos de minerales del Cáucaso, se encuentra en esta región. El 27% del área está cubierta de bosques; Balakán y Zagatala pertenecen a la parte principal de esta área. Esta región incluye una zona sísmicamente activa del país. 

## Economía
La base de la agricultura se compone de trigo, tabaco, frutas y verduras, viticultura, té, patatas, arroz y girasol. En particular, se cultivan rosas. En esta región económica se produce más del 75% del tabaco, el 17% de los cereales, el 35% de la cebada y el 2% de las hojas de té verde de Azerbaiyán. La producción de productos pecuarios en la región económica de Shaki-Zagatala constituye más del 10% de estos productos en todo el país. En general, la industria está poco desarrollada. La agricultura está especializada en la industria ligera y alimentaria.
Debido a su naturaleza pintoresca, la región económica y geográfica de Sheki-Zaqatala es una de las regiones turísticas y de recreo más importantes del país. En Gabala hay un gran centro de ocio y turismo. Recientemente, se han construido aeropuertos en Zagatala y Gabala que se unen al que ya había en Shaki.